# The Phantom Lodge
The Phantom Lodge – drugi studyjny album jednoosobowego projektu muzycznego Diabolical Masquerade. Wydany w 1997 roku przez Adipocere Records. Całość kompozycji powstała pomiędzy 1995 a 1996 rokiem.

## Lista utworów
1. Astray Within The Coffinwood Mill - 04:07
2. The Puzzling Constellation Of A Deathrune - 06:09
3. Ravenclaw - 08:15
4. The Walk Of The Hunchbacked - 04:31
5. Cloaked By The Moonshine Mist - 05:14
6. Across The Open Vault And Away... - 01:52
7. Hater - 02:38
8. The Blazing Demondome Of Murmurs And Secrecy - 05:00
9. Upon The Salty Wall Of The Broody Gargoyle - 04:51

## Muzycy

### Skład
- Anders Nyström "Blakkheim" - wszystkie instrumenty

### Występy gościnne
- Sean C. Bates - instrumenty perkusyjne
- Tina Sahlstedt - flet
- Marie Gaard Engberg - flet
- Igmar Dohn - solo na gitarze basowej w utworze pt. "Cloaked By The Moonshine Mist"
- Dan Swanö - śpiew w utworze pt. "Hater"
- Roger Oberg - śpiew w utworze pt. "Astray Within The Coffinwood Mill"

## Szczegóły techniczne
- Nagrania zrealizowano w Unisound Studios w sierpniu 1996.
- Produkcja oraz mixy: Dan Swanö oraz "Blackheim".
- Mastering w asyście "Blackheima" w Cutting Room w wykonaniu Petera in de Betoua.
- Okładka: Jean-Pascal Fournier.
- Okładka (tylna): J.V. Valkenburg.
- Dodatkowe rysunki: "Blackheim".
- Fotografie: "Mala".